# Raión de Oktiabrski (Volgogrado)
El raión de Oktiabrski (ruso: Октя́брьский райо́н) es un distrito administrativo y municipal (raión) ruso perteneciente a la óblast de Volgogrado. Se ubica en el sur de la óblast. Su capital es Oktiabrski.
En 2021, el raión tenía una población de 20 676 habitantes.
El raión limita al este y sureste con Kalmukia, y al oeste llega hasta la costa oriental del embalse de Tsimliansk. Los principales cursos de agua del raión, que fluyen de este a oeste, son el río Mýshkova y el río Aksái Esaúlovski, que recorren respectivamente el norte y el sur del territorio distrital hasta desembocar en el embalse.

## Subdivisiones
Comprende el asentamiento de tipo urbano de Oktiabrski (la capital, que forma un ayuntamiento urbano sin pedanías) y treinta localidades rurales. Estas últimas se agrupan en los siguientes quince asentamientos rurales:
- Abganérovo
- Aksái
- Antónov
- Vasílyevka
- Gromoslavka
- Zhutovo 2-ye
- Zalivski
- Ivánovka
- Ilmen-Suvórovski
- Kovaliovka (con sede en Zhutovo 1-ye)
- Novoaksaiski
- Peregruznoye
- Sovetski
- Shebalinó
- Shelestovo